# Kelemen Lajos (színművész, 1892–1969)
Kelemen Lajos (Szolnok, 1892. augusztus 21. – Budapest, 1969. január 25.) magyar színész, Császár Terka férje.

## Életútja
Kelemen Bertalan tanító és Lechner Mária fia. A Ludovika Akadémiát végezte el, ezt követően pedig az első világháborúban mint tüzértiszt harcolt, többször is kitüntették. Színpadra 1927. október 1-jén lépett először. Anthes Györgynél, Gábor Józsefnél és Makai Mihálynál tanult énekelni. 
1921-től a Király Színházban, 1929-től a Városi Színházban játszott. Rendszerint epizódszerepekben tűnt fel, csendőröket és detektíveket formált meg. Az 1936-ban részben Magyarországon, Sárospatakon forgatott Kozákok kapitánya (Tarasz Bulyba) című Paramount-filmben is látható volt.

## Filmszerepei
- Száll a nóta (1929)
- Ítél a Balaton (1932) – csendőr
- Befújta az utat a hó (1932, rövid)
- Az új földesúr (1935) – katona
- Barátságos arcot kérek! (1935) – Hámory vezérigazgató, vendég az estélyen
- Légy jó mindhalálig (1936) – lutrizó férfi
- Én voltam (1936) – nyomozó
- Pogányok (1936) – Csanád, ispán
- Pillanatnyi pénzzavar (1937–38) – felügyelő
- A férfi mind őrült (1937) – vendég a szállodában
- Két fogoly (1937) – szerzetes
- Háromszázezer pengő az utcán (1937) – rendőr
- A Noszty fiú esete Tóth Marival (1937) – kapus a laktanyában
- Az örök titok (1938) – kocsmai vendég
- A piros bugyelláris (1938) – huszár
- A hölgy egy kissé bogaras (1938) – paraszt
- Uz Bence (1938) – falusi útkaparó munkás
- A pusztai királykisasszony (1938) – István, kocsis
- János vitéz (1938) – török basa
- Tiszavirág (1938, magyar–német) – István
- Gyimesi vadvirág (1938) – éneklő paraszt
- Toprini nász (1939) – csendőr
- Szervusz, Péter! (1939) – magánnyomozó
- 5 óra 40 (1939) – rendőr
- Az utolsó Wereczkey (1939) [nem látszik a filmen]
- Két lány az utcán (1939) – szállítómunkás
- Hat hét boldogság (1939) – rendőr
- Zúgnak a szirénák (1939)
- Gül baba (1940) – Juszuf, főhóhér
- Mária két éjszakája (1940) – intéző a Forgách-birtokon
- Dankó Pista (1940) – kocsmai vendég
- Ismeretlen ellenfél (1940)
- Rózsafabot (1940) – csendőr
- Elnémult harangok (1940) – pásztor
- Hétszilvafa (1940) – Bálint, kocsis
- Eladó birtok (1940) – csendőr
- A dunai hajós (1941, német)
- Ma, tegnap, holnap (1941)
- Magdolna (1941) – vendég az estélyen
- Édes ellenfél (1941) – hordár
- Bűnös vagyok! (1941) – Szekeres, építésvezető
- A beszélő köntös (1941) – kovács
- Szabotázs (1941)
- Egy éjszaka Erdélyben (1941) – hajdú
- Háry János (1941) – muszka határőr
- Bob herceg (1941) – összeesküvő
- Életre ítéltek! (1941) – Frigyes, a házasságszédelgő rab
- Dr. Kovács István (1941) – Guszti, Kovács barátja
- Gentryfészek (1941) – csendőr
- Szíriusz (1942) – Hadik
- 5-ös számú őrház (1942) – csendőr
- Negyedíziglen (1942) – csendőr
- Bajtársak (1942) – százados
- Isten rabjai (1942) – Bajcsy, földbirtokos
- Enyém vagy! (1942) – Miklós barátja
- Külvárosi őrszoba (1942) – detektív
- A harmincadik... (1942) – bányász
- Éjféli gyors (1942) – vidéki állomásfőnök
- Pista tekintetes úr (1942) – Zabolai, traktoros
- Heten, mint a gonoszok (1942) – csendőr
- Annamária (1942) – I. gazda
- Az éjszaka lánya (1942) – Feri, betörő
- Egy bolond százat csinál (1942) – ideges úr a moziban
- Szeptember végén (1942) – kocsmai vendég
- Házassággal kezdődik (1942–43) – sofőr
- Tilos a szerelem (1943) – szénhordó munkás
- Anyámasszony katonája (1943)
- Sárga kaszinó (1943) – ápoló
- Kerek Ferkó (1943) – paraszt
- És a vakok látnak... (1943) – férfi a kocsmában
- Aranypáva (1943) – Herkules, erőművész
- Fény és árnyék (1943) – balatonarácsi parti őr
- Majális (1943) – tornatanár
- Ördöglovas (1943)
- Zörgetnek az ablakon (1943)
- A látszat csal (1943)
- Egy gép nem tért vissza (1943–44) – partizán
- Machita (1943–44) – rendőr
- Madách – Egy ember tragédiája (1944) – osztrák tiszt
- Vihar után (1944) – vendég a kocsmában
- Beszterce ostroma (1948) – nedecvári „alattvaló”
- Talpalatnyi föld (1948)
- Forró mezők (1948)
- Ludas Matyi (1949) – Döbrögi hajdúja
- Déryné (1951)
- A város alatt (1953) – munkás a földalatti vasút építkezésén
- Rákóczi hadnagya (1953) – Vak Bottyán kíséretének tagja
- Szakadék (1956)
- Gerolsteini kaland (1957)
- Szegény gazdagok (1959) – Ripa
- Felmegyek a miniszterhez (1961) – Gargói Zsiga
- Germinal (1963)
- Pacsirta (1963)
- A Tenkes kapitánya (1964, TV-sorozat) – Csöme Lajos fuvaros
- Mit csinált felséged 3-tól 5-ig? (1964)
- Butaságom története (1965)
- Háry János (1965) – ivócimbora
- Húsz óra (1965)
- Büdösvíz (1966)
- A Hamis Izabella (1968) – éjjeliőr
- Pokolrév (1969)